# Psalm 73

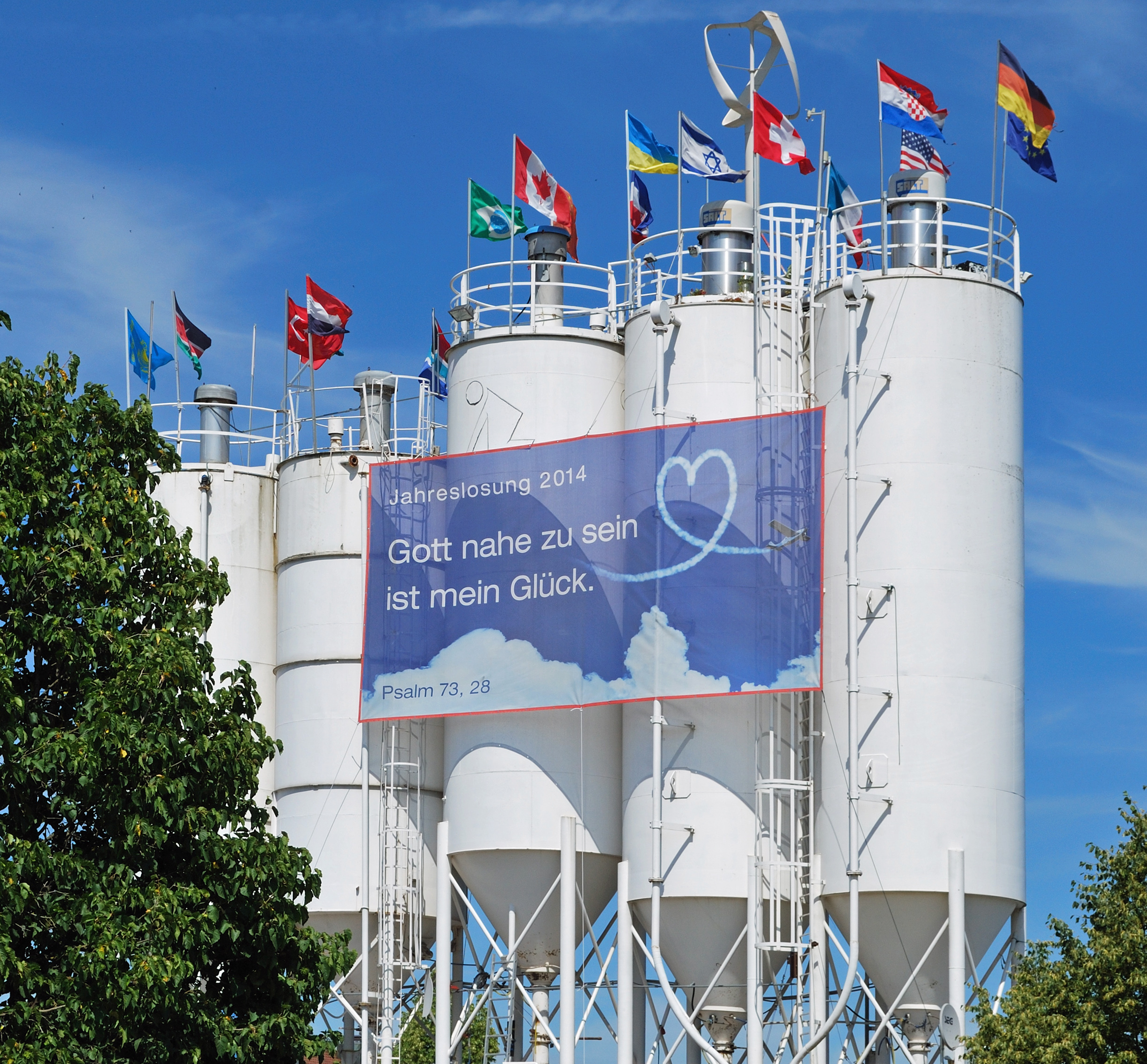
Transparent mit der Jahreslosung 2014 aus Psalm 73, 28, Korntal

Der 73. Psalm ist ein Psalm aus dem dritten Buch des Psalters. Nach Zählung der Vulgata stellt er den 72. Psalm dar. Der Psalm wird durch den 1. Vers Asaf zugeschrieben, einem Sippenvorsteher der levitischen Tempelsänger.

## Inhalt
Der Psalm bringt nicht wie viele andere Psalmen eine Klage oder ein Lob Gottes vor. Stattdessen benennt der Psalmbeter die Erfahrung, dass es gerade den Gottlosen oft gut ergeht, während der Gottesfürchtige doch täglich geplagt ist (siehe auch: Theodizee). Im Tempel, in der Gegenwart Gottes, erkennt der Beter eine Wahrheit, in der sich diese Widersprüche zu lösen beginnen. Letztlich werden Fromme und Gottlose ein unterschiedliches Ende finden. Die Gemeinschaft mit Gott kann nicht einmal der Tod aufheben.

## Rezeption
Das Kirchenlied Dennoch bleib ich stets an dir von Benjamin Schmolck aus dem Jahr 1704 ist von Psalm 73, 23–24 inspiriert.

Das Kirchenlied Herzlich lieb hab ich dich, o Herr von Martin Schalling um 1570 ist inspiriert von Psalm 73, 25f.

Die Jahreslosung 2014 „Gott nah zu sein ist mein Glück“ stammt aus dem ersten Teil des 28. Verses.